# Piper rugosum
Piper rugosum är en pepparväxtart som beskrevs av Jean-Baptiste de Lamarck. Piper rugosum ingår i släktet Piper och familjen pepparväxter. Inga underarter finns listade i Catalogue of Life.